# Saint-Romans-des-Champs
Saint-Romans-des-Champs – miejscowość i gmina we Francji, w regionie Nowa Akwitania, w departamencie Deux-Sèvres.
Według danych na rok 1990 gminę zamieszkiwały 163 osoby, a gęstość zaludnienia wynosiła 40 osób/km² (wśród 1467 gmin regionu Poitou-Charentes Saint-Romans-des-Champs plasuje się na 832. miejscu pod względem liczby ludności, natomiast pod względem powierzchni na miejscu 1108.).